# Ian MacLaurin, Baron MacLaurin of Knebworth
Ian Charter MacLaurin, Baron MacLaurin of Knebworth DL, (* 30. März 1937 in Blackheath) ist ein britischer Geschäftsmann, ehemaliger Vorstand von  Vodafone und Vorstand und CEO von Tesco. Er war Vorstand des England and Wales Cricket Board und Kanzler der University of Hertfordshire.

## Karriere

### Tesco
MacLaurin begann 1959 bei Tesco als Trainee, hatte eine Reihe von Führungspositionen inne und wurde 1970 in den Führungskreis berufen. 1970 wurde er Geschäftsführer und 1985 Vorstand.
Als er 1997 in Pension ging, hatte Tesco gerade J Sainsbury übernommen und sich zum größten britischen Einzelhändler entwickelt. MacLaurin entwickelte sich weg von der Philosophie des Unternehmensgründers Jack Cohen, große Mengen zu günstigen Preisen zu verkaufen  („pile it high, sell it cheap“). Er sagte später, sein größter Erfolg sei die Ernennung des richtigen Nachfolgers Terry Leahy.

### Vodafone
Ian MacLaurin wurde 1997 Mitglied des Führungskreises bei Vodafone und im Juli 1998 Vorstand. Nach der Fusion mit AirTouch im Jahr 1999 legte er sein Amt nieder, kam jedoch im folgenden Jahr zurück.
Nach seinem Rücktritt aus dem Führungskreis im Juli 2006 war er als Berater für das Unternehmen tätig. Sein Nachfolger im Vorstand war John Bond. Er wurde Vorsitzender der Vodafone Group Foundation, einer unabhängigen Wohltätigkeitsorganisation, die im Namen des Unternehmens Hilfe und Spenden verteilte.

### Sonstiges
MacLaurin ist Aufsichtsratsmitglied von Heineken International.
MacLaurin hat sich immer sehr für Sport begeistert. Am Malvern College war er in der ersten Mannschaft. Später spielte er in der Minor counties-Liga Cricket für den Hertfordshire County Cricket Club. Von 1997 bis 2002 war er Vorsitzender des England and Wales Cricket Board und ist nun Vorsitzender des Sport Honours Committee. Sein Sohn Neil MacLaurin spielte viele Jahre First-Class Cricket und List A Cricket für Middlesex und spielte auch für Hertfordshire.
1986 wurde er Fellow der Royal Society of Arts. 1989 wurde er zum Knight Bachelor geschlagen und 1996 als Baron MacLaurin of Knebworth, of Knebworth in the County of Hertfordshire, zum Life Peer erhoben.
MacLaurin war Kanzler der University of Hertfordshire. Er ist derzeit Vorsitzender des Konzils des Malvern College.
Er ist Präsident von The Enterprise Forum, einer Organisation, die Gespräche zwischen Wirtschaft und Politik organisiert.